# Parallellineal

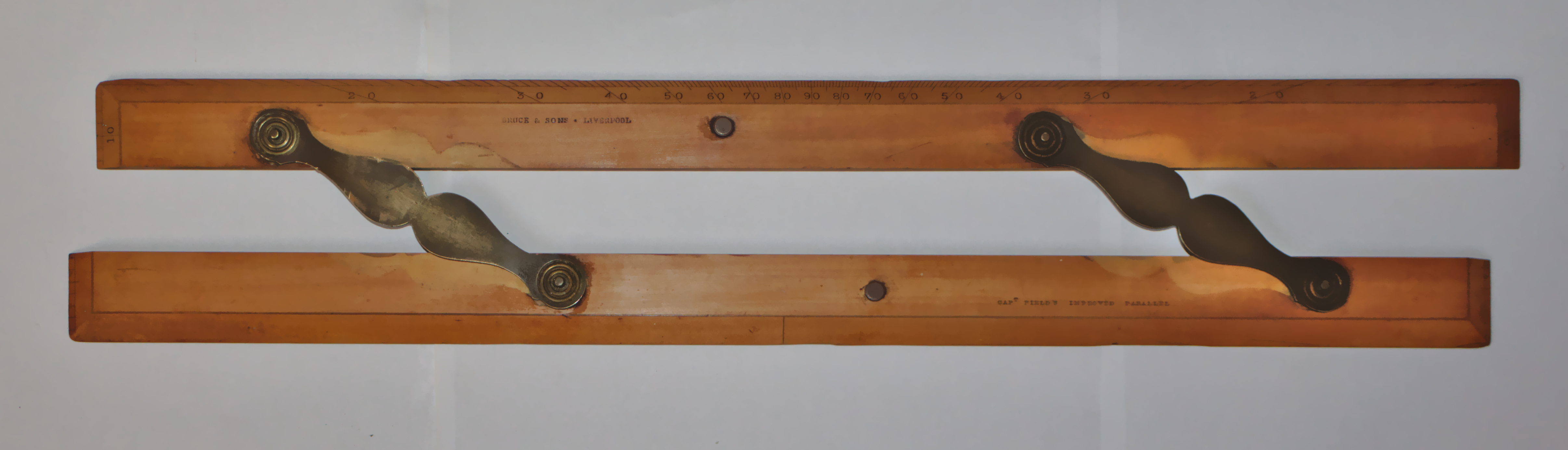
Parallellineal, um 1850

Ein Parallellineal ist ein Hilfsmittel und Zeichengerät, welches es ermöglicht, eine Linie zu einer bestehenden in gleichem Abstand (parallel) zu zeichnen oder festzulegen. 
Es besteht aus zwei Einzellinealen, die durch (meist) zwei, ebenfalls parallel angeordnete und drehbare Schienen so verbunden sind, dass ein Parallelogramm entsteht. Auf den Linealen können Teilungen und Winkelangaben angebracht sein.
Das Parallellineal wird gerne für das nautische Besteck verwendet. Der Einsatz dieses Zeichengerätes ist insbesondere im angloamerikanischen Raum weit verbreitet. Der Vorteil ist die sehr platzsparende Bauart aus einem einzigen Teil. Der Nachteil sind geringere Genauigkeit und der geringere Verschiebeweg gegenüber der Verwendung von Kursdreieck und Abschiebedreieck.